# Tony Burnand
Pour les articles homonymes, voir Burnand (homonymie).
Tony Burnand, né le 25 janvier 1892 à Paris 16e et mort le 30 octobre 1969 à Montfort-l'Amaury, est un publicitaire, journaliste et écrivain. Spécialiste de la pêche et de la chasse, il a notamment été le rédacteur en chef de la revue mensuelle de pêche sportive Au bord de l'eau, dont le premier numéro a paru en avril 1935. 

## Biographie
Antony Charles Burnand est le fils d'Eugène Burnand, peintre suisse né le 30 août 1850 à Moudon, et faisant partie du mouvement naturaliste. Il est le frère du docteur René Burnand, né en 1882 et mort en 1960.

### Formation
Médecin de formation, Tony Burnand a participé, en qualité de médecin auxiliaire, à la Première Guerre mondiale.

### Publiciste et Publicitaire

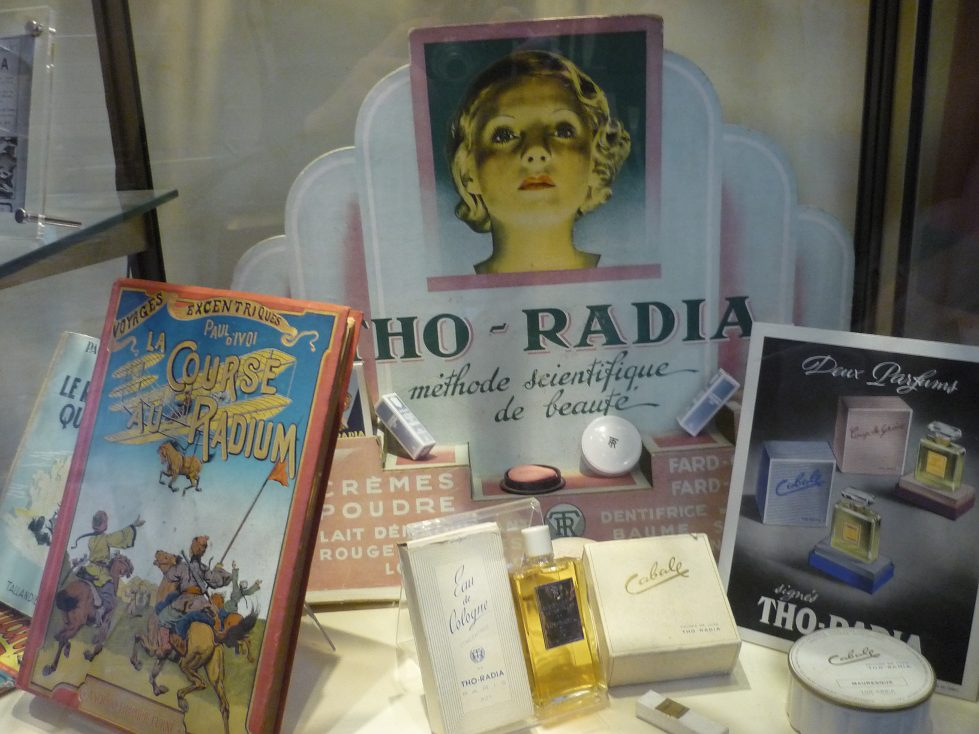
Produits Tho-Radia, dont les publicités ont été réalisées par la société de Tony Burnand

Il dirige Tony Burnand & Cie qui réalise des cartons et autres dessins publicitaires. En 1937, il crée notamment le carton publicitaire pour la crème scientifique curative embellissante Tho-Radia composée tout à la fois de thorium et de radium.
Certains dessins publicitaires réalisés par Tony Burnand sont signés de son pseudonyme Chavannaz, qu'il utilise également dans certains articles publiés dans la revue Au bord de l'eau, dont il assure la rédaction en chef.

### Rédacteur en chef de la revueAu bord de l'eau
En avril 1935, Tony Burnand crée la revue Au bord de l'eau. La revue, au format mensuel, a été publiée d'avril 1935 à décembre 1946. La revue a continué à paraître pendant la Seconde Guerre mondiale avec 11 numéros en 1939, 5 numéros en 1940, 11 numéros pour la période allant de 1941 à 1943, et respectivement 8 et 7 numéros en 1944 et 1945. Si 12 numéros sont publiés au cours de l'année 1946, cette dernière marque la fin de la revue.
Il écrit également deux livres au lendemain de la guerre dans le genre Littérature d'enfance et de jeunesse, puis un troisième en 1955 dans la collection « France-club », chez André Bonne.

### Tony Burnand et la pêche
Bien que spécialiste de la pêche à la mouche, au sujet de laquelle il a publié de nombreux ouvrages, Tony Burnand a pratiqué et écrit sur les différentes pratiques en matière de pêche. 

En 1949, il participe avec les dirigeants de la revue Au bord de l'eau à la création du CFPM (ref1) (ref2), le Club Français des Pêcheurs à la Mouche qui existe encore aujourd'hui à Toulouse. 

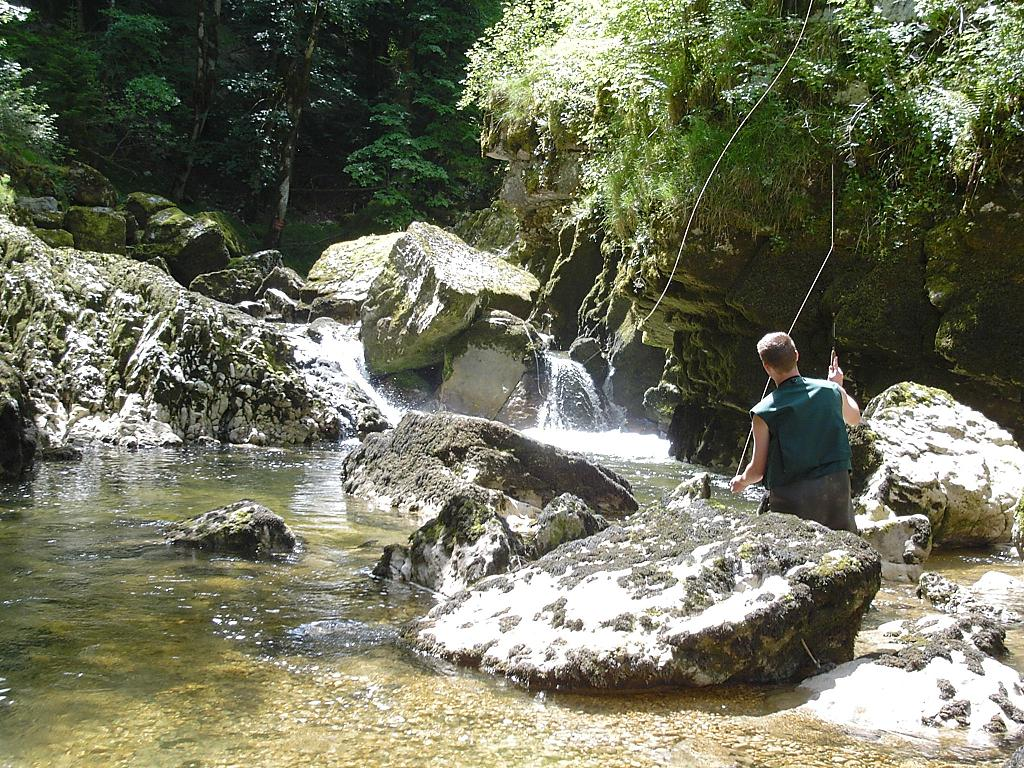
Pêche à la mouche

En 1957, il publie aux éditions Julliard Des poissons et des hommes de toutes les couleurs.
Dans son édition du 15 mars 1958, Aviation magazine, le décrit comme un « homme distingué, affable », ainsi que comme un « bourlingueur ».

## Publications
- En pêchant la truite, préface de Maurice Constantin-Weyer, couverture de Frans Masereel, coll. « Les livres de nature », no 24, Éditions Stock, Delamain et Boutelleau, 174 p., 1933
- Mon beau Midi, préface de Jean-Louis Vaudoyer, illustrations de David Burnand, Éditions Imprimerie Kapp, Vanves, 146 p., 1936
- Pêches de partout et d'ailleurs, couverture de Frans Masereel, coll. « Les livres de nature », no 48, Éditions Stock, Delamain et Boutelleau, 235 p., 1939
- À la Mouche: Méthode et matériel moderne pour la pêche à la mouche de la truite, de l'ombre et du poisson blanc. Théorie solunaire de J. A. Knight, en collaboration avec Charles César Ritz, préface du baron Jacques de Neuflize, président du Casting Club de France et de Lord Glanusk (Wilfred Bailey, 3e baron), président de la British Casting Association, couverture de Jean Bernard, illustrations de Henri Jadoux, caricature de René Pellos, Éditions Librairie des Champs-Élysées, 347 p., 1939
- Préface de Lancer léger et poissons de sport du Dr Pierre Barbellion, Éditions Librairie Maloine, Paris, 540 p., 1941; 2e édition: 1946; 3e édition: Éditions Gründ, Paris, 540 p., 1954; 4e édition: Éditions Librairie Maloine, Paris, 552 p., 1968
- La mouche, le lancer léger, en collaboration avec Pierre Barbellion, illustration d'Erik, coll. « Petite encyclopédie de la pêche », Éditions Prisma, Paris, 361 p., 1944; réédition: 1950
- Justin le Camarguais, illustrations de Gaston Niezab,  coll. « Notre bibliothèque », Éditions de Marly, Paris, 288 p., 1945
- Jean Peur-de-rien, illustrations de Pierre Probst, coll. « Notre bibliothèque , Éditions de Marly, Paris, 267 p., 1946
- Parlons Mouche, illustrations de Georges Beuville, Éditions Celta, Paris, 297 p., 1946
- La montagne aux chamois, illustrations Pierre Noël, coll. « France-club », Éditions André Bonne, Paris, 187 p., 1955; réédition : 1961